# Järsbergsstenen
Järsbergsstenen, med signum Vr 1, är en urnordisk runsten i Järsberg, Varnums socken, strax utanför Kristinehamn, Ölme härad eller nuvarande Kristinehamns kommun i Värmland.
Stenen hör till de mer gåtfulla och dess inskrift är inte otvetydigt tolkad. Vissa hävdar att ristaren genom ordet eril identifierar sig som en av herulerna, medan andra tolkare betvivlar detta. Det är möjligt att stenens topp är avbruten, vilket skulle betyda att ordet erilen kanske har en annan lydelse. Den dateras till 500-talet och är ristad med den äldre futharken. Stenen hittades 1862 då den grävdes upp ur jorden eftersom den ansågs lämplig som grindstolpe och troligen står den ungefär på sin ursprungliga plats. Enligt äldre anteckningar ska den ha ingått i ett större, nu försvunnet monument med ett flertal andra resta stenar stående i en ring. Antalet stenar uppges ha varit åtta och de stod utmed Letstigen, en av Svearikets äldsta kända vägar i förbindelse med södra Norge, sedermera en pilgrimsled till Nidaros vid nuvarande Trondheim. Höjden på den pelarlika Järsbergsstenen är 135 cm och materialet består av rödaktig gnejsgranit.

## Inskriften
Runskriften är svårtolkad.
Tecknet ¶ står för ändrad läsriktning. Runan z brukade förr translittereras R, men då man numera tror att den i förvikingatida runinskrifter står för ljudet [z], används bokstaven z.
Runor:
ᚢᛒᚨᛉ ᚺᛁᛏᛖ ᛬ ᚺᚨᚱᚨᛒᚨᚾᚨᛉ ¶ ᚺᚨᛁᛏ ¶ ᛖᚲ ᛖᚱᛁᛚᚨᛉ ᚱᚢᚾᛟᛉ ᚹᚨᚱᛁᛏᚢ
Translitterering av runraden:
...ubaz hite ÷ h^arabana^z ¶ h^ait... ¶ ek e^rilaz runoz waritu
Normalisering till urnordiska:
[Le]ubaz(?) haite. Hrabnaz hait[e]. Ek, erilaz, runoz writu.
Översättning till nusvenska:
Leubaz kallas jag. Hrafn kallas jag. Jag, erilen, ristar runorna